# Robert Burret
Robert Burret, né le 25 août 1906 à Camalès et mort le 8 mars 1985 à Tarbes, est un homme politique français.

## Détail des fonctions et des mandats
Mandats locaux
- 1955 - 1961 : Conseiller général du canton d'Ossun
- 1961 - 1967 : Conseiller général du canton d'Ossun

Mandat parlementaire
- 24 octobre 1960 - 1er octobre 1965 : Sénateur des Hautes-Pyrénées